# Dennis Andersen

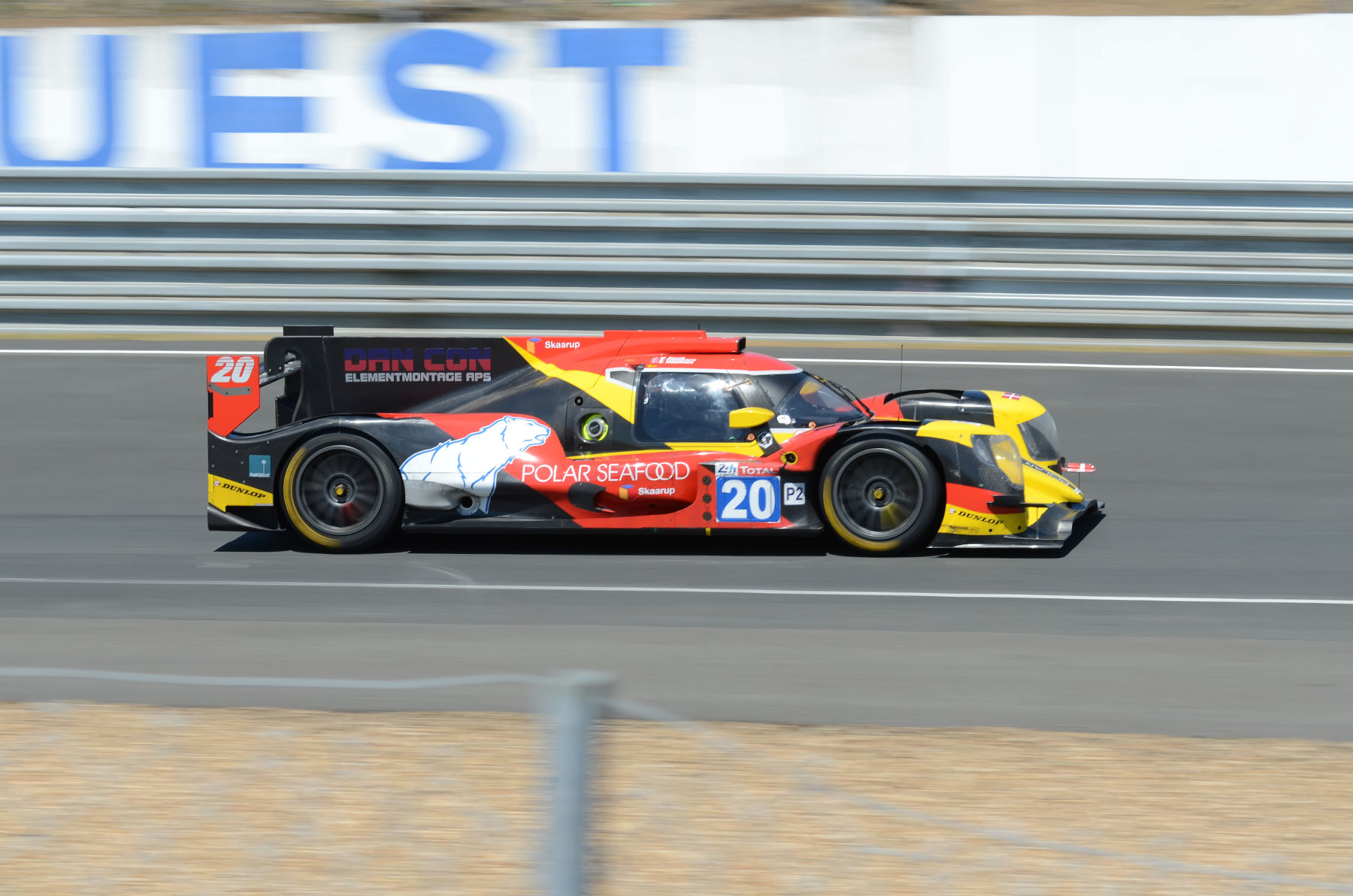
Der Oreca 07 von Mathias Beche, Anders Fjordbach und Dennis Anderson beim 24-Stunden-Rennen von Le Mans 2019

Dennis Andersen (* 22. Juni 1974 in Vejle) ist ein dänischer Autorennfahrer.

## Karriere als Rennfahrer
Dennis Andersens erste internationale Rennen waren 2011 in der europäischen Ferrari Challenge, deren Endwertung er hinter Jean-Marc Bachelier/Yannick Mallegol und Philippe Prette als Dritter abschloss. Es folgen Einsätze in der Blancpain Endurance Series und ab 2017 die regelmäßige Teilnahme in der European Le Mans Series. Bis zum Ablauf der Saison 2020 bestritt er 45 Sportwagenrennen. Seine besten Platzierungen waren die dritten Gesamtränge bei den 4-Stunden-Rennen von Silverstone und Monza 2017 sowie dem 4-Stunden-Rennen von Monza 2020 Teamkollege war jeweils sein Landsmann Anders Fjordbach.
2019 gab er sein Debüt beim 24-Stunden-Rennen von Le Mans. Erneut mit Anders Fjordbach und dem Schweizer Mathias Beche als Teamkollegen erreichte er im Oreca 07 den 16. Rang in der Gesamtwertung.

## Statistik

### Le-Mans-Ergebnisse
| Jahr | Team              | Fahrzeug | Teamkollege    | Teamkollege      | Platzierung | Ausfallgrund |
| ---- | ----------------- | -------- | -------------- | ---------------- | ----------- | ------------ |
| 2019 | High Class Racing | Oreca 07 | Mathias Beche  | Anders Fjordbach | Rang 16     |              |
| 2021 | High Class Racing | Oreca 07 | Marco Sørensen | Ricky Taylor     | Rang 18     |              |

### Sebring-Ergebnisse
| Jahr | Team                     | Fahrzeug | Teamkollege      | Teamkollege   | Platzierung | Ausfallgrund |
| ---- | ------------------------ | -------- | ---------------- | ------------- | ----------- | ------------ |
| 2022 | High Class Racing        | Oreca 07 | Anders Fjordbach | Fabio Scherer | Rang 12     |              |
| 2023 | High Class Racing        | Oreca 07 | Anders Fjordbach | Ed Jones      | Rang 8      |              |
| 2024 | MDK by High Class Racing | Oreca 07 | Laurents Hörr    | Seth Lucas    | Rang 17     |              |

### Einzelergebnisse in der FIA-Langstrecken-Weltmeisterschaft
| Saison  | Team              | Rennwagen | 1   | 2   | 3   | 4   | 5   | 6   | 7   | 8   |
| ------- | ----------------- | --------- | --- | --- | --- | --- | --- | --- | --- | --- |
| 2018/19 | High Class Racing | Oreca 07  | SPA | LEM | SIL | FUJ | SHA | SEB | SPA | LEM |
| 2018/19 | High Class Racing | Oreca 07  |     |     |     |     | 16  |     |     |     |
| 2021    | High Class Racing | Oreca 07  | SPA | POR | MON | LEM | BAH | BAH |     |     |
| 2021    | High Class Racing | Oreca 07  | 12  | 12  | 12  | 18  | 11  | 11  |     |     |